# Torsten Pröfrock
Torsten Pröfrock ist ein deutscher Techno- und Electronica-Musiker sowie Musiklabelbetreiber.

## Leben
Pröfrock ist seit den 1990er Jahren im von Mark Ernestus gegründeten Berliner Plattenladen Hard Wax tätig, zunächst neben seinem Studium an der Humboldt-Universität als Aushilfe, später als Haupteinkäufer des Ladens.
Ab 1995 erschienen erste Releases Pröfrocks auf Labels wie Chain Reaction, FatCat Records und seinem eigenen Label DIN. Auf DIN veröffentlichte er auch Platten weiterer Künstler wie Arovane, Monolake oder Pole.
Pröfrock veröffentlichte unter zahlreichen Pseudonymen wie Dynamo, Erosion, Log, Resilent, Traktor und Various Artists. Er betrieb das Plattenlabel DIN bis zum Jahr 2000, als er die Musikproduktion und Labelarbeit vorerst einstellte.
Neben Robert Henke war er ab dem Jahr 2003 zeitweise Mitglied in dessen Projekt Monolake. Henke motivierte ihn auch, wieder neue Musik zu produzieren. Seit dem Jahr 2006 betrieb Pröfrock das Label Erosion, auf dem neben Re-Releases seiner Frühwerke als Various Artists vor allem die Platten seines Projektes T++ erschienen, mit dem er seinen bis dahin eher vom Dub geprägten Stil mit Einflüssen aus dem Jungle und UK Garage kombinierte. Der Projektname ist angelehnt an die Programmiersprache C++ und verweist auf die digitale Produktionsweise des Projekts. Pröfrock trat als T++ unter anderem live im Londoner Fabric und im Berghain in Berlin auf. Die 2010 veröffentlichte EP Wireless wurde vom Factmag 2014 in die Liste der 100 Best Albums of the Decade So Far aufgenommen.

## Diskografie (Auswahl)
Alben
- 1997: Various Artists – Decay Product (Chain Reaction)
- 2002: Dynamo – Außen Vor (DIN)

Singles und EPs
- 1995: Various Artists – 1-7 (Chain Reaction)
- 1995: Traktor – Traktor (Eigenverlag)
- 1996: Traktor – Traktor Manufacture Berlin Presents Traktor 3000 (Eigenverlag)
- 1996: Resilent – 1.1 / 1.2 / 2 (Chain Reaction)
- 1996: Dynamo – Death Delay EP (DIN)
- 1997: Various Artists – 8 8.5 9 (FatCat Records)
- 1997: Erosion – 1 / 2 / 3 (Chain Reaction)
- 1997: Dynamo – Außen Vor / Voraus (DIN)
- 1997: Dynamo – Aufenthalt (DIN)
- 1998: Various Artists – Remixes (FatCat Records)
- 1999: Various Artists – RFT (DIN)
- 2000: Dynamo – 23° / 18° (DIN)
- 2000: Log – In / Out (DIN)
- 2006: T++ – Space Pong / Space Break (Erosion)
- 2006: T++ – Aquatic / Storm (Erosion)
- 2008: T++ – Worn Down / 100 Bar (Erosion)
- 2008: T++ – Allied / Tensile (Erosion)
- 2008: T++ – Audio1995#8 / Audio1995#8_2 (Apple Pips)
- 2009: T++ – Atlas (T++ Remix) (mit Monolake; Monolake / Imbalance Computer Music)
- 2010: T++ – Wireless (Honest Jon’s Records)